# جاك كرامر (لاعب كرة قدم)
جاك كرامر (بالنرويجية البوكمول: Jack Kramer)‏ هو لاعب كرة قدم نرويجي، ولد في 17 ديسمبر 1939 في أوسلو في النرويج، وتوفي في 11 فبراير 2020 في أسكر في النرويج. شارك مع منتخب النرويج تحت 19 سنة لكرة القدم ومنتخب النرويج تحت 21 سنة لكرة القدم ومنتخب النرويج لكرة القدم. أما مع النوادي، فقد لعب مع نادي فوليرينغا.

## وصلات خارجية
- جاك كرامر على موقع اتحاد النرويج (النرويجية)
- جاك كرامر على موقع قاعدة بيانات كرة القدم.إي يو (الإنجليزية)
- جاك كرامر على موقع عالم كرة القدم.نت (الإنجليزية)